# Raphicerus
Raphicerus là một chi động vật có vú trong họ Bovidae, bộ Artiodactyla. Chi này được C. H. Smith miêu tả năm 1827. Loài điển hình của chi này là Cerophorus acuticornis de Blainville, 1816 (= Antilope campestris Thunberg, 1811).

## Hình ảnh

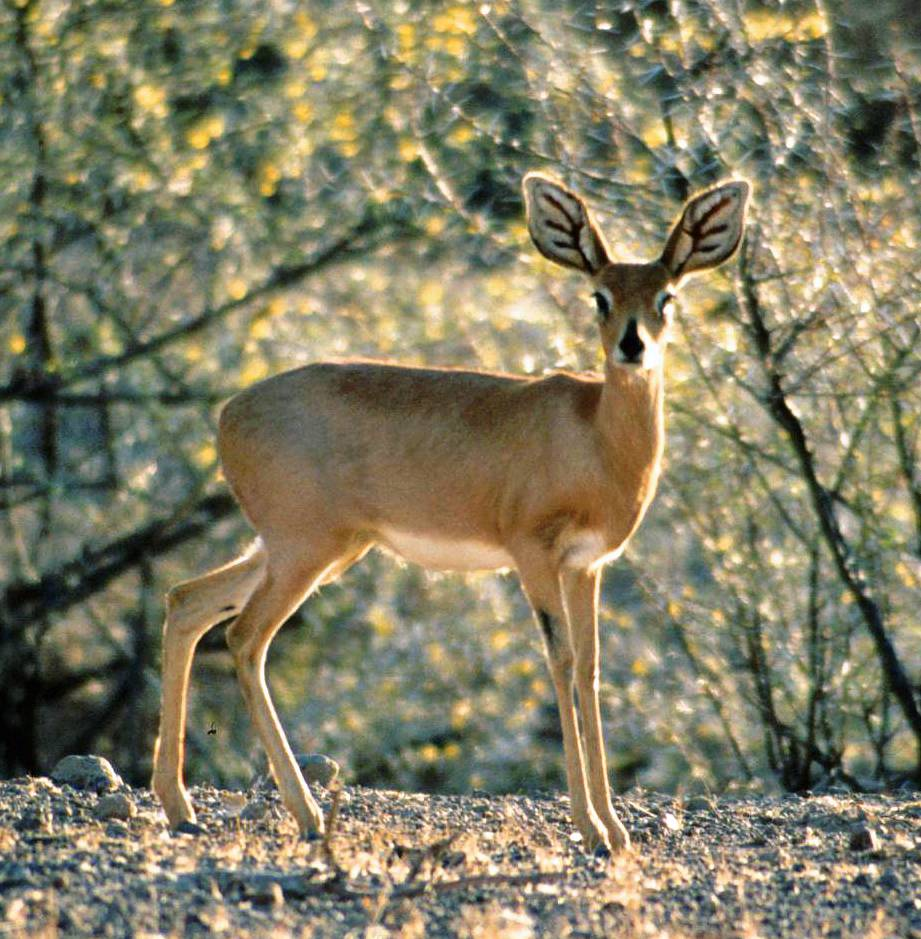
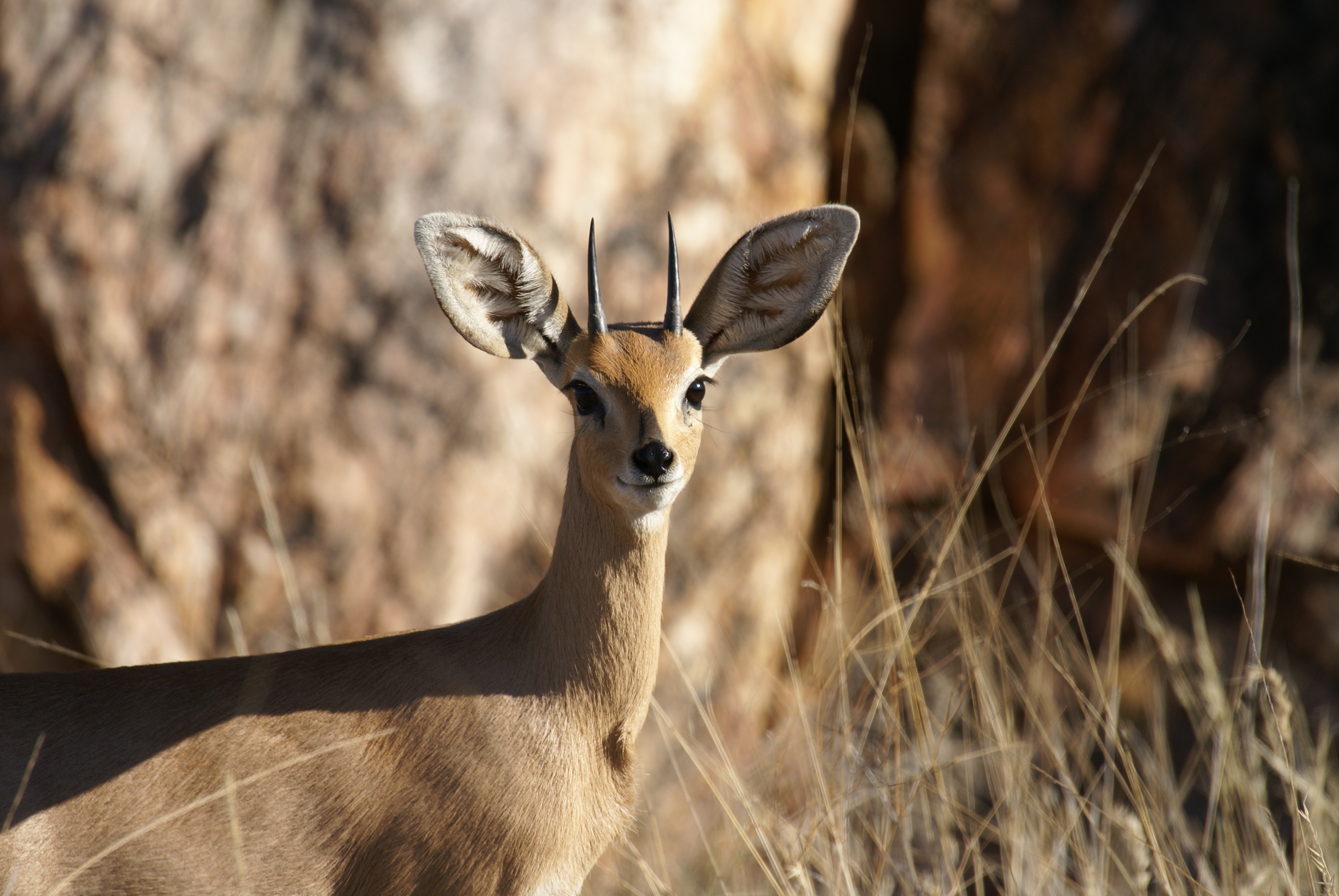
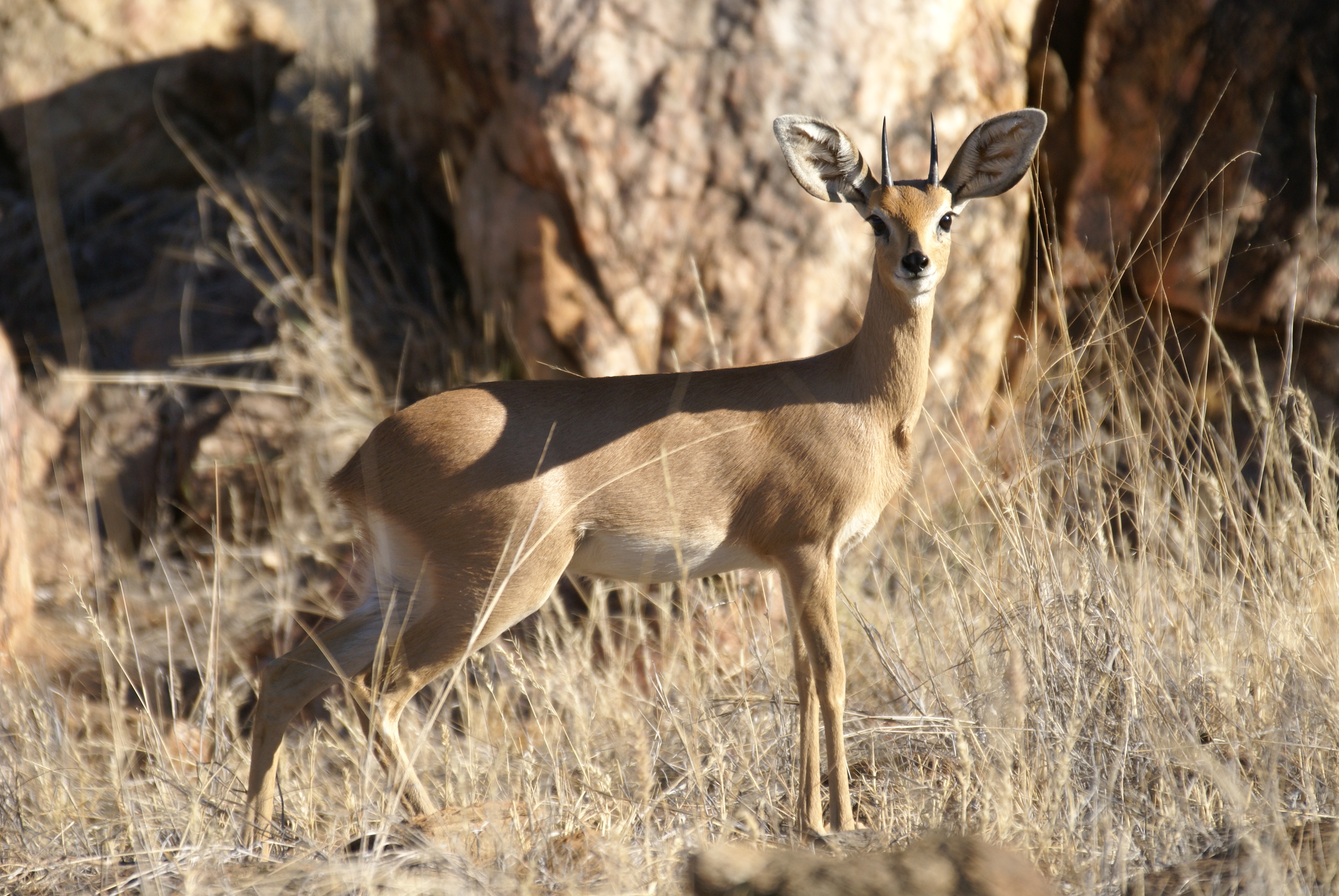

## Các loài
Chi này gồm các loài: